# Шрамко Ярослав Владиславович
Ярослав Владиславович Шрамко (21 лютого 1963, Кривий Ріг) — сучасний український філософ та логік, доктор філософських наук, професор, ректор Криворізького державного педагогічного університету

## Біографія
Народився 21 лютого 1963 року у Кривому Розі.
Філософську освіту здобув 1987 році на філософському факультеті МДУ ім. М. В. Ломоносова (спеціалізація з логіки) у Москві.
Після закінчення університету вступив до аспірантури кафедри логіки філософського факультету МДУ ім. М. В. Ломоносова, де здійснював дослідження під керівництвом проф. Є. К. Войшвілло. У 1990 р. захистив дисертацію «Релевантні варіанти інтуїціоністської логіки» на здобуття наукового ступеня кандидата філософських наук (спеціальність — логіка) в МДУ ім. М. В. Ломоносова. В березні 1998 року захистив дисертацію «Логічне слідування і інтуїціонізм» на здобуття наукового ступеня доктора філософських наук (за спеціальністю «логіка») в Інституті філософії ім. Г. С. Сковороди Національної академії наук України. У 2002 році отримав вчене звання професора кафедри філософії.
З 1990 року працює у Криворізький педагогічному інституті, з 2000 року завідувач кафедри філософії Криворізького державного педагогічного університету, а з 2005 року — перший проректор закладу. 3 2010 року виконував обов'язки ректора Криворізького державного педагогічного університету, з 2011 року (після об'єднання цього закладу з КТУ, КМФ НМетАУ та КЕІ КНЕУ у Криворізький національний університет) — здійснював загальне управління Криворізьким педагогічним інститутом КНУ як проректор з науково-педагогічної роботи університету. Після відновлення у січні 2016 року Криворізького державного педагогічного університету призначений виконувачем обов'язки ректора. У березні 2017 призначений на посаду ректора за підсумками виборів, які відбулися у грудні 2016 р.

## Гранти і нагороди
- 1996: Дослідницька стипендія фонду Олександра фон Гумбольдта для наукового проекту при Інституті філософії Університету ім. Гумбольдта, (Німеччина)
- 1997: Дослідницька стипендія Шведського Інституту для наукового стажування при Інституті філософії Уппсальського університету (Швеція)
- 1999: Дослідницька стипендія за програмою Фулбрайта для наукового проекту при Департаменті філософії Індіанського університету, Блумінгтон (США)
- 2003: Дослідницька премія ім. Фрідріха Вільгельма Бесселя фонду Олександра фон Гумбольдта
- 2006—2009: Логіка узагальнених істиннісних значень: спільний дослідницький проект з проф. Хайнріхом Ванзінгом (Дрезден, Німеччина) фінансованого Німецьким науковим фондом
- 2007: Відмінник освіти України
- 2013—2016: Marie Curie Action: International Research Staff Exchange Scheme (IRSES), FP7-PEOPLE-2012-IRSES, «Generalizing Truth-Functionality» (16 Partners, 8 Countries). Funded by the European Comission, Seventh Framework Programme (FP7)
- 2020: Відзнака виконкому Криворізької міської Ради «За заслуги перед містом» ІІІ ступеня
- 2023: Відзнака виконкому Криворізької міської Ради «За заслуги перед містом» ІІ ступеня

## Участь в редколегіях
- З 1997 Співредактор книжкової серії Logische Philosophie (Logos-Verlag, Berlin)
- 2004—2014 Редактор: Central European Journal of Mathematics (Springer)
- З 2005 Голова редколегії збірки «Актуальні проблеми духовності» (Криворізький державний педагогічний університет)
- З 2006 Член редакційного комітету: Logic and Logical Philosophy (Nicolaus Copernicus University Press, Torun, Poland)
- З 2013 Член редколегії: Bulletin of the Section of Logic (Poland)
- З 2014 Редактор: European Journal of Mathematics (Springer)
- З 2014 Член редколегії: Kyiv-Mohyla Humanities Journal
- З 2016 Асоційований редактор: Studia Logica (Springer)

## Книги
- Шрамко Я. В. Філософія: теоретичний курс: навч. посіб. для студ. закл. вищ. освіти / Я. В. Шрамко, А. І. Абдула, Г. А. Балута, Н. П. Козаченко, О. В. Мішалова, О. П. Панафідіна, М. М. Брюховецький, О. Є. Оліфер ; за наук. ред. Я. В. Шрамка. — Кривий Ріг: КДПУ, 2021. — 263 с.
- Шрамко Я. В. Сучасна логіка: підручник: у 2 ч. Ч. 2 : Некласична логіка / І. В. Хоменко, Я. В. Шрамко, Г. Санду, Н. П. Козаченко. — Київ: ВПЦ «Київський університет», 2018. — 159 с.
- Кебуладзе В., Дзядевич Т., Козаченко Н., Лаврухин А., Менжулин В., Огаркова Т., Панафидина О., Шрамко Я. Политики знания и научные сообщества, Вильнюс: Европейский гуманитарный унверситет, 2015. — 210 с.

- Shramko Y., Wansing, H. Truth and Falsehood. An Inquiry into Generalized Logical Values, Springer, 2011, 250 p.
- Шрамко Я. В. Аналитическая философия: учебник / А. Л. Блинов, В. А. Ладов, Я. В. Шрамко [и др.] ; под ред. М. В. Лебедева. — Москва: Изд-во РУДН, 2006. — 740 с.
- Shramko Y. (co-author) Modern Spanish and Ukrainian Analytic Philosophy: Philosophical Studies (Special issue of «Geneza»). — Kyiv, 2002. — 110 p.

- Shramko Y. Intuitionismus und Relevanz, Logos-Verlag, Berlin, 1999, 181 S.

- Карпинская О. Ю., Ляшенко О. В., Меськов В. С., Шрамко Я. В. Экспресс-Логика. — М.: ИНФРА-М, 1997. — 260 c. (Karpinskaya O., Lyashenko O., Meskov V., Shramko Y. Express-Logic (in Russian), Moscow, INFRA-M, 1997, 260 pp.)

- Шрамко Я. В. Логическое следование и интуиционизм. — К.: ВИПОЛ, 1997. — 179 с. (Shramko Y. Logical Entailment and Intuitionism (in Russian), Kiev, VIPOL-Publisher, 1997, 179 pp.)

- Меськов В. С., Карпинская О. Ю., Ляшенко О. В., Шрамко Я. В. Логика: наука и искусство. — М.: Высшая школа, 1992. — 333. c (Meskov, V.; Karpinskaya, O.; Lyashenko, O., Shramko Y. Logic: Science and Art (in Russian), Moscow, High-School Press, 1992, 333 pp.)

## Публікації
- Перелік публікацій Я. В. Шрамка

| Володимир Вернадський | Це незавершена стаття про українського науковця. Ви можете допомогти проєкту, виправивши або дописавши її. |

## Біобібліографія
Ярослав Владиславович Шрамко — український філософ і логік (до ювілею доктора філософських наук, професора, ректора Криворізького державного педагогічного університету): біобібліографічний покажчик / Бібліотека Криворізького державного педагогічного університету ; упоряд.: О. А. Дікунова, О. О. Лебедюк, О. Ю. Авраменко ; бібліогр. ред. О. А. Дікунова ; за ред. О. А. Кравченко. — Кривий Ріг, 2023. — 110 с. (Серія «Вчені-ювіляри Криворізького педагогічного». Вип. 7).